# Мейр Арон Гольдшмідт
Мейр Арон Гольдшмідт, Меїр Аарон Гольдшмідт (дан. Meïr Aaron Goldschmidt; 26 жовтня 1819, Вордінгборг — 15 серпня 1887, Фредеріксберг) — данський письменник, драматург і ліберальний журналіст, побутописець данського єврейства.

## Життєпис
Мейр Арон Гольдшмідт народився в єврейській родині, син купця. Через недоброзичливе ставлення до нього як до єврея залишив навчання у Копенгагенському університеті. Видавав і редагував у Копенгагені опозиційні суспільно-сатиричні журнали «Корсар» («Korsar», 1840–1846), «Nord og Sud» (1847–1859). У «Корсарі» опубліковано кілька карикатур на Серена К'єркегора, з яким Гольдшмідт був знайомий особисто. Зустрічам з К'єркегором Гольдшмідт виділив місце у своїх мемуарах «Життя — спогади іта підсумки» (1876). Згодом Гольдшмідт відійшов від своїх ліберальних позицій.

## Творчість
Автор цілої низки романів, повістей і оповідань — роман «Єврей» (En Jøde, 1845), «Без батьківщини» (Hjemløs, 1853–1857), «Спадкоємець» (1865), «Ворон» (1867), «Раббі Еліезер» (1869), «Рабини і лицарі» (1869), «Авромче Нотергал» (1871). Перераховані твори присвячені єврейській тематиці і були особливо популярними; у них захищалася ідея емансипації євреїв.
Автор збірок «Дрібні розповіді» (1868–1869) і «Розповіді та замальовки» (т. 1-3, 1863–1865), п'єс «В іншому світі» (1869) і «Юність Сведенборга» (1862).

### Роман «Єврей»
Найбільш значний у художньому плані твір Гольдшмідта — роман «Єврей». У ньому розробляється проблема асиміляції єврейської інтелігенції, яка на кожному кроці потерпає від приниження з боку «християнського» суспільства. Останнє всіляко перешкоджає злиттю єврейської інтелігенції з навколишнім середовищем, різко підкреслюючи національні відмінності, зумовлені «фатальним» походженням і традиційним вихованням.
Таким чином, єврейський інтелігент потрапляє у трагічний глухий кут: він прагне вийти за межі національного, але його змушують почуватись євреєм, в той час, як він сам свідомо вже долучився до панівної культури.
Проблема ця трактується в романі суто в психологічному плані: центр ваги для Гольдшміта — не в комплексі складних соціальних взаємовідносин класів різних національностей, а в расовій і релігійній відмінності цих національностей одна від одної, яка стала фетишем у ворогуючих сторін.
Роман позбавлений якої б то не було соціальної установки; у ньому Гольдшмідт — лише виразник ідеології єврейської інтелігенції, яка прагне до асиміляції.

## Переклади
Роман «Єврей» перекладено на іврит, їдиш, російську мову (переклад М. П. Благовіщенський, Гіз, П., 1919) та інші мови.
На російську мову перекладені також його «Розповіді про любов» (М., 1889).

## Додаткова література
- Історія всесвітньої літератури в дев'яти томах. М., «Наука». Т. 6. С. 265.
- Серен К'єркегор. Життя. Філософія. Християнство. . Упоряд. і пер. англ. І.Басс. СПб .: Дмитро Буланін, 2004. С.68-71; 202—217. ISBN 5-86007-402-6.
- Meir Aaron Goldschmidt and the Poetics of Jewish Fiction by David Gantt Gurley , 2016, Syracuse University Press.